# Mandir

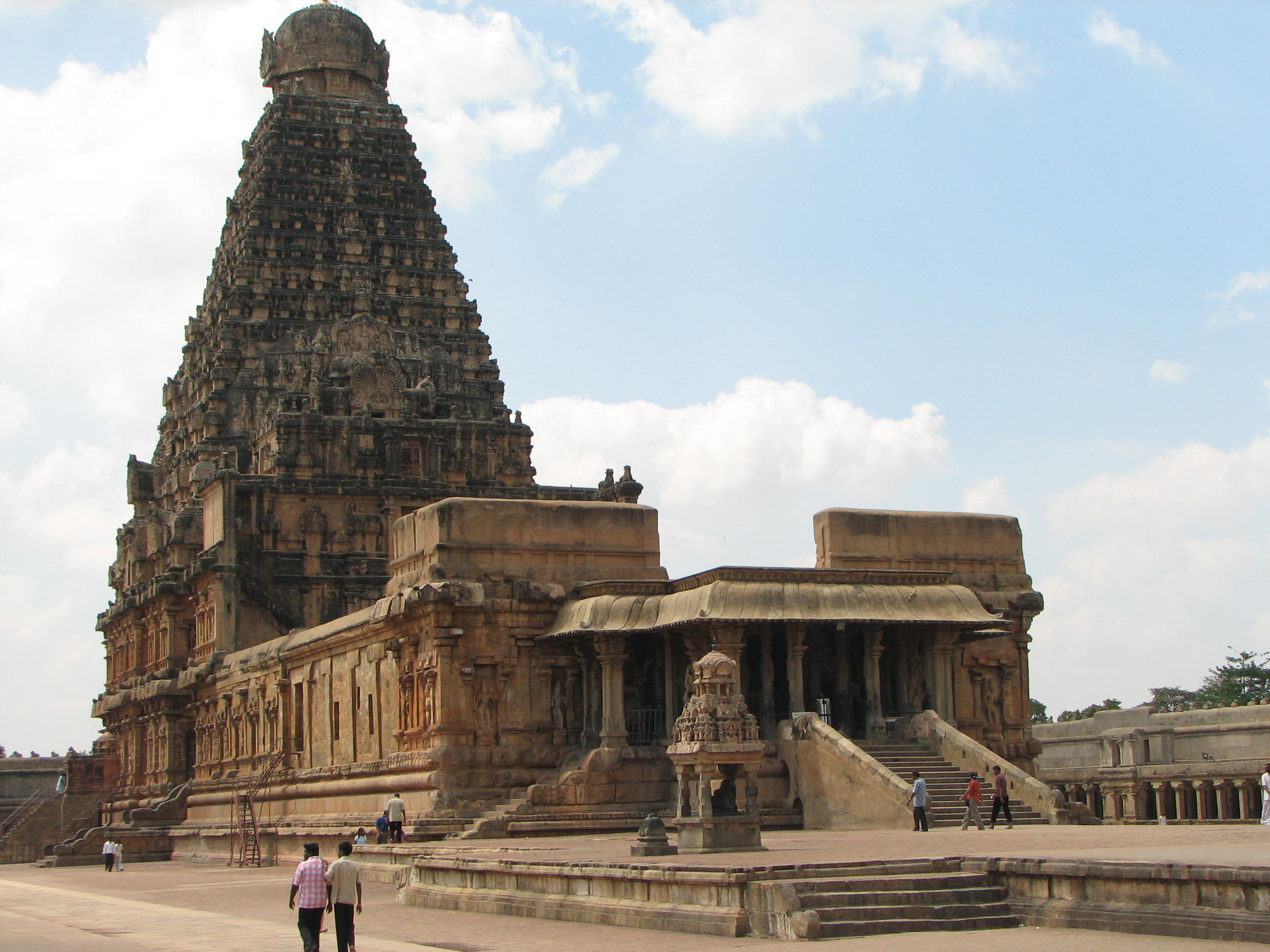
Templo Brihadisvara (Thanjavur, Tamil Nadu, India).

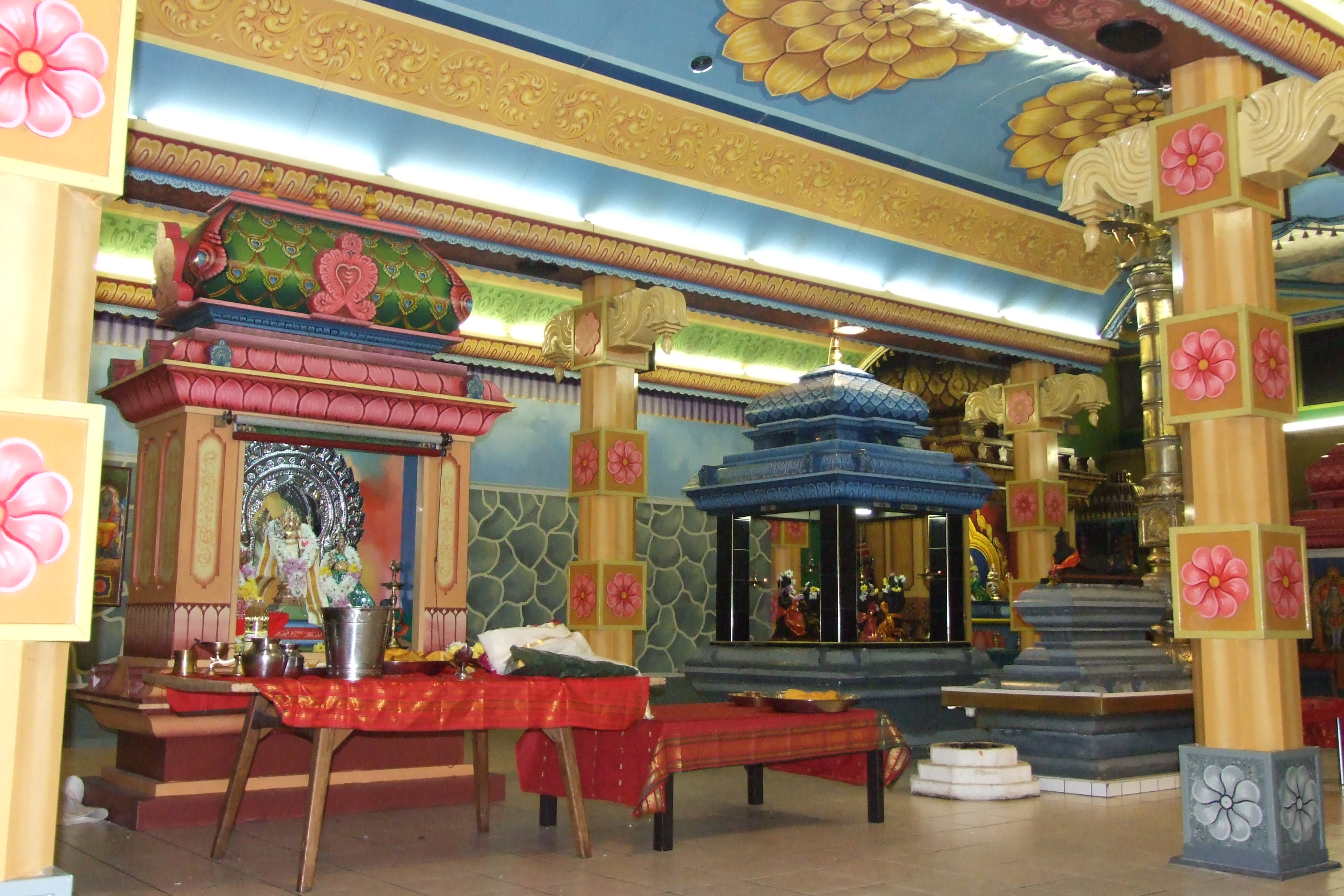
Altar de un mandir del estilo Nagara en el templo Murugan (Roermond, Países Bajos).

Los templos hindúes se conocen en India con distintos nombres según la región. El término general más extendido es mandir, mandira, mondir o mandiram, pero según las zonas también pueden denominarse como devasthanam, deval, devalayam, deula, kovil o gudi. 
Los templos hindúes son lugares sagrados donde los devotos hindúes acuden para realizar diferentes actos rituales, como peregrinar hasta ellos (tīrtha), circunvalar el edificio dejándolo a la derecha (pradakṣiṇā), observar a la deidad (darśana), y realizar cultos con ofrendas de plegarias, flores y comida (pūjā).
Los templos son la vivienda del dios o deidad (devalaya), donde es atendido en todas sus necesidades por los sacerdotes. El templo representa la creación del cosmos y, desde los planos hasta la construcción de cada elemento, está regido por un fuerte simbolismo vinculado al pensamiento cosmológico hindú. Los templos suelen estar ubicados en puntos geográficos destacados por sus cualidades sacras, como cuevas, cimas de colinas, cerca de cascadas y ríos. Para los hindúes "los dioses aparecen en la naturaleza", ya que ella es un fiel espejo del mundo supraterreno.
Los templos acogen en su interior una escultura o imagen de una divinidad principal, que supone una "encarnación" de ésta conocida como mūrti. No obstante, los dioses hindúes no suelen aparecer solos, sino que van acompañados por otras deidades y seres celestiales que aparecen representados por el resto del templo.   

## Historia
La construcción en piedra de los templos hindúes comienza entre el siglos V y VI después de Cristo,coincidiendo con el resurgimiento del Hinduismo tras el surgimiento y expansión del Busdismo desde India (300 a. C. - 400 d. C.). No existen evidencias arqueológicas de templos hindúes anteriores a la etapa budista en India. Los especialistas especulan a este respecto, valorando el predominante culto doméstico durante el Vedismo (circa 1700-600 a. C.) y el Brahmanismo (600-300 a. C.), así como la utilización de estructuras efímeras de madera que no se han conservado. 
Los tratados arquitectónicos que se ocupan de la construcción de los templos se conocen como Vāstu Śāstra y Vāstu Vidyā. El templo hindú presenta diferencias sustanciales en su arquitectura según las distintas zonas de India.

## Arquitectura
Existen cuatro estilos arquitectónicos significativos: los nāgara(del norte de India), los vimāna (la arquitectura sagrada drávida del sur de India),  el estilo vesara(mezcla de los nāgara y vimāna, en la zona del actual estado indio de Karnataka) y la arquitectura Kalinga(en el antiguo reino de Kalinga, actualmente en el estado indio de Orissa).